# André Glucksmann
André Glucksmann (ur. 19 czerwca 1937 w Boulogne-Billancourt, zm. 10 listopada 2015 w Paryżu) – francuski pisarz i filozof pochodzenia żydowskiego związany z nurtem Nouvelle philosophie, ojciec Raphaëla Glucksmanna, reżysera-dokumentalisty.
W większości swoich książek André Glucksmann podejmuje tematykę najbardziej dramatycznych problemów współczesnego świata. Przede wszystkim różnych przejawów obecnego w nim zła.
W 2009 został laureatem Oświęcimskiej Nagrody Praw Człowieka im. Jana Pawła II.

## Publikacje w języku polskim
- Dostojewski na Manhattanie, przeł. Maryna Ochab, Warszawa: „Sic!” 2003.
- Rozprawa o nienawiści, przeł. Wojciech Prażuch, Warszawa : Spółdzielnia Wydawnicza „Czytelnik”, 2008.